# Грант Аллен
Чарльз Грант Аллен (англ. Charles Grant Allen; 1848—1899) — англоканадський письменник. Переконаний агностик і соціаліст, прихильник ідей еволюціонізму.

## Життєпис
Народився в сім'ї протестантського священика, емігранта з Дубліна (Ірландія). Його мати була дочкою п'ятого барона де Лонгей. Отримав гарну домашню освіту, у віці 13 років разом з батьками переїхав до Сполучених Штатів, а потім у Францію, пізніше в Сполучене Королівство. Навчався в школі короля Едуарда в Бірмінгемі і в коледжі Мертон у Оксфорді.
Після закінчення школи Аллен деякий час навчався у Франції. У 1870—1871 роках викладав у коледжі Брайтона. Був професором Королівського коледжу на Ямайці.
Залишивши професуру, в 1876 році повернувся в Англію, де зайнявся творчістю, завоювавши репутацію своїми науковими есе та літературними творами в дусі Р. Л. Стівенсона.
Помер від раку печінки.

## Творчість
У 1884—1899 роках опублікував близько 30 романів, багато оповідань і наукових есе.
Перші книги Аллена присвячені науковим питань, зокрема «Physiological Æsthetics» (1877) і «Flowers and Their Pedigrees» (1886). На початку творчої діяльності на нього вплинули концепція асоціативної психології філософів Олександра Бена і Герберта Спенсера.
У роботі «The Evolution of the Idea of God» (1897), автор пропагує теорію неортодоксальної релігії.
Аллен — автор трактатів естетик — «Physiological Aesthetics» (1877) і «The Colour Sense» (1879). Як естетик Аллен — прихильник позитивістської, експериментальної школи.
З 1895 року друкувався цикл його художніх романів, присвячених психологічному аналізу любові і шлюбу. У скандальному романі «Жінка, яка наважилася» письменник вперше зобразив незалежну жінку-феміністку, яка будує шлюб на ідеї материнства, а не одруження і, яка народила позашлюбну дитину. Книга стала бестселером.
Аллен також був одним із зачинателів науково-фантастичної літератури. Його роман «Британські варвари» («The British Barbarians», 1895), опублікований приблизно в той же час, що і «Машина часу» Р. Веллса (яка з'явилася в січні-травні 1895 року), в якій також описується подорож у часі, хоча сюжет зовсім інший. Розповідь Аллена «Катастрофа в долині Темзи» («The Thames Valley Catastrophe») був опублікований в журналі «Strand Magazine» в 1901 році, в ньому автор описує руйнування Лондона внаслідок раптового і масивного виверження вулкана .
За своє літературне життя Аллен написав два романи під жіночими псевдонімами. Один з них, короткий роман «Типова дівчина» («The Type-writer Girl»), під ім'ям Оліві Пратт Рейнер.

## Вибрані твори
- Strange Stories, 1884, оповідання
- For Mamie's Sake, 1886
- In All Shades, 1886
- The Beckoning Hand, and Other Stories, 1887, оповідання
- The Devil's Die, 1888
- This Mortal Coil, 1888
- Dr Palliser's Patient, 1889
- The Tents of Shem, 1889
- Dumaresq's Daughter, 1891
- What's Bred in the Bone, 1891
- The Duchess of Powysland, 1892
- Royal Blood, 1893
- Ivan Greet's Masterpiece, and Other Stories, 1893, оповідання
- The Scallywag, 1893
- An Army Doctor's s Romance, 1894
- At Market Value, 1894
- The British Barbarians, 1895
- The Woman Who Did, 1895
- Moorland Idylls, 1896
- A Splendid Sin, 1896
- An African Millionaire, 1897, оповідання
- The Type-Writer Girl, 1897
- The Incidental Bishop, 1898
- Linnet, 1898
- Miss Cayley's Adventures, 1899
- Twelve Tales, 1899, оповідання
- Hilda Wade, Hospital Nurse, 1900, оповідання
- Sir Theodore's Guest, and Other Stories, 1902, оповідання
- Under Sealed Orders", 1895